# Ewald Klapdor
Ewald Josef Klemens Klapdor (20 mars 1916, Drensteinfurt - 19 juillet 2008),,est un militaire allemand.

## Période du national-socialisme

### Avant-guerre
Dans les années 1930 il entre dans la SS (numéro de membre 292 820). Le 1er septembre 1939 il sert comme Zugführer dans la 10e compagnie (bataillon III, compagnie 9 à 12, 32150) de la 6e SS-Totenkopfstandarte (formations à tête de mort ou à crâne humain) (6. SS-(Mob.) T-Standarte) avec le grade de Untersturmführer (dernier grade Sturmbannführer). Fin septembre 1939 il est muté comme officier à la 2e escadron (Kradschützenschwadron) (Kradschütze = tireur sur motocycle, Krad = Kraftrad = motocycle) de la SS-Totenkopf-Aufklärungs-Abteilung (bataillon de reconnaissance) de la  division SS Totenkopf,.

### Seconde Guerre mondiale:Waffen-SS
En juillet 1941 il est à la tête de la 15e compagnie (Kradschützenkompagnie) dans le régiment d'infanterie SS Nordland (aussi appelé SS-Panzer Grenadier Regiment «Nordland», sous le commandement du SS-Standartenführer Fritz von Scholz, composés de volontaires danois et norvégiens) de la 5e Panzerdivision SS Wiking,.
Le 10 mars 1942 il est attribué avec le grade de Obersturmführer à la 1re Compagnie du 5e Groupe de chars de combat SS (SS-Panzerabteilung 5). Le 21 juillet 1942 il participe avec son groupe en tant que chef de char (Panzerkommandant) dans l'attaque de Rostov. Le 30 janvier 1943 il est promu SS-Hauptsturmführer.
Fin mai 1943 il est à la tête de la 5e compagnie du 2e Groupe du 5e Régiment de chars de combat SS (Abteilung II SS-Panzerregiment 5) de la 5e Panzerdivision SS Wiking. En novembre 1943 cette division a reçu ce nom, avant elle s'appelait Panzergrenadierdivision Wiking depuis le 9 novembre 1942,. Du 24 janvier 1944 au 10 mars 1944 il est commandant du 2e Groupe du 5e Régiment de chars de combat SS (Abteilung II SS-Panzerregiment 5) de la  5e Panzerdivision SS Wiking,.